# Magic City
O Magic City é um renomado parque aquático e de entretenimento localizado em Suzano, São Paulo. O parque se consolidou como um dos destinos mais procurados por aqueles que buscam uma experiência completa de lazer e diversão. Com uma proposta de unir natureza, conforto e atividades para todas as idades, o Magic City oferece uma infraestrutura diversificada, pensada para garantir momentos inesquecíveis para toda a família.
Atrações e Experiência Completa
Com mais de 200.000 m², o parque conta com atrações que atendem aos mais variados gostos e idades. Entre os destaques, estão as piscinas aquecidas, que permitem a diversão o ano todo, independentemente da estação. O Maverik, por exemplo, é uma atração radical que desafia os mais corajosos com giros de 360° e uma descida de 12 metros a 60 km/h. Já a Wave Point simula a sensação de estar em uma praia com suas ondas emocionantes. O Nitro-X, com sua descida turbinada a 40 km/h, oferece corridas emocionantes, enquanto o Mirante das Estrelas apresenta toboáguas de diferentes níveis de emoção, atendendo desde quem busca algo mais leve até os aventureiros.
O Oasis é uma piscina aquecida ideal para quem deseja relaxar, enquanto o Rio Guaió oferece um percurso tranquilo de 130 metros em boias, permitindo aos visitantes descansar e aproveitar a vista. Para as crianças, a Oceânica é uma área especial com toboáguas e escorregadores, onde é possível aprender sobre a vida marinha enquanto se diverte. O parque também conta com atrações como a piscina da Baleia, com 1 milhão de litros d'água, e a área VIP, exclusiva para hóspedes, mas acessível para aqueles que buscam uma experiência mais privativa.
Além das atrações, o Magic City oferece opções de hospedagem para quem deseja aproveitar ainda mais o parque. A Pousada Magic City, localizada dentro do parque aquático, conta com 64 suítes para até 5 pessoas. Para quem prefere estar em contato com a natureza, as Eko Suítes oferecem hospedagem inovadora em contêineres, enquanto a Pousada UP Ville proporciona maior privacidade em meio à Mata Atlântica. O Naturé, um resort no coração do parque, é a opção perfeita para quem busca tranquilidade e diversão em um ambiente cercado pela natureza.
O FunCard, um dos maiores diferenciais do Magic City, permite que os visitantes desfrutem de benefícios exclusivos e descontos, tornando-se um passaporte para a diversão ilimitada durante o ano todo.
Com um ambiente acolhedor, atrações diversificadas e opções de hospedagem de qualidade, o Magic City se firmou como um dos principais destinos de lazer do estado de São Paulo, sendo o local ideal para passeios em família, amigos ou para aqueles que buscam momentos de relaxamento e diversão em meio à natureza.